# Reginald Dorman-Smith
Reginald Hugh Dorman-Smith (ur. 10 marca 1899 w hrabstwie Cavan w Irlandii, zm. 20 marca 1977) – brytyjski polityk i dyplomata, kolonialny gubernator Birmy, członek Partii Konserwatywnej, minister w rządach Neville’a Chamberlaina.

## Życiorys
Wykształcenie odebrał w Harrow School i w Royal Military Academy Sandhurst. Przez krótki czas służył w Brytyjskiej Armii Indyjskiej, następnie wstąpił do ochotniczego batalionu Queen’s Royal Regiment. W 1931 r. został przewodniczącym Narodowego Związku Rolników.
W 1935 r. został wybrany do Izby Gmin jako reprezentant okręgu Petersfield. W styczniu 1939 r. otrzymał stanowisko ministra rolnictwa i rybołówstwa. Pozostał na tym stanowisku do objęcia stanowiska premiera przez Winstona Churchilla w maju 1940 r. Rok później zrezygnował z miejsca w Izbie Gmin.
6 maja 1941 r. Dorman-Smith został gubernatorem Birmy. W 1942 r. musiał opuścić Birmę, która znalazła się pod okupacją japońską. Od maja 1942 do października 1945 r. urzędował w indyjskim mieście Simla. W 1946 r. przejął obowiązku gubernatora z rąk generała Hugh Rance’a, który zarządzał administracją wojskową. Kiedy w 1946 r. Dorman-Smith z powodów zdrowotnych przebywał w Wielkiej Brytanii, rząd pozbawił go stanowiska gubernatora i przekazał je generałowi Rance’owi.
Kawaler Krzyża Wielkiego Orderu Imperium Brytyjskiego (GBE).